# 美國睡眠醫學學會
美国睡眠医学会（AASM）是美国有關睡眠医学（也包括了昼夜节律紊乱）的专业协会。它成立于1975年。

## 概要
該組織其主要職能包括對美國睡眠醫學機構進行認證。該組織於1977年首次對睡眠障礙中心進行了認證，首家認證的中心是紐約蒙蒂菲奧里醫療中心的睡眠覺醒障礙中心到2019年，已对全美2,600多个睡眠设施进行了认证。。截至2019年，AASM已對全美2600多個睡眠設施進行了認證。
AASM的願景是使睡眠被視為對人體健康至關重要的一環。該組織的既定使命是推進睡眠護理，提升對睡眠健康的關注，以改善人們的生活品質。

## 会员资格
会员资格向参与睡眠和日间警觉障碍研究、诊断和治疗的美国和国际医生、研究人员、高级实践提供者、牙医、心理学家、呼吸治疗师、睡眠技术专家和其他医疗保健专业人员开放。 

## 刊物
AASM发布了《国际睡眠障碍分类》 ，为临床医生识别特定睡眠障碍提供指南。当前版本是第三版，文本修订版 (ICSD-3-TR)，于 2023 年出版 AASM 还出版了《AASM 睡眠及相关事件评分手册：规则、术语和技术规范》，这是评估多导睡眠图(PSG) 和家庭睡眠呼吸暂停测试 (HSAT) 的权威参考。该资源提供了对睡眠阶段、觉醒、睡眠期间呼吸事件、睡眠期间运动和心脏事件进行评分的规则。它还提供标准蒙太奇、电极放置和数字化参数。当前版本 3 于 2023 年发布
睡眠医学的最新研究结果发表在AASM的官方同行评审期刊《临床睡眠医学杂志》上。JCSM每月出版一次，内容包括著名睡眠研究人员关于昼夜节律和睡眠科学的原创临床研究、临床评论、案例研究和观点文章。 
AASM还出版临床实践指南、立场文件、立场声明以及共识声明和论文，为临床医生提供睡眠和昼夜节律睡眠-觉醒障碍的评估、诊断、治疗和随访建议。临床实践指南由专家工作组制定，他们对所有已发表的有关该主题的证据进行系统审查。然后使用建议评估、制定和评价分级 (GRADE) 方法对证据进行评估。 有关睡眠和睡眠障碍的患者和公共信息可从 AASM 的睡眠教育网站上获取。 

## 年度会议
美國聯合專業睡眠協會（AASM）的SLEEP年會是由AASM和睡眠研究協會合作舉辦的盛大活動。這場會議不僅是一個平台，提供循證教育，推進睡眠醫學的科學和臨床實踐，還促進了睡眠和晝夜節律研究的最新進展。同時，它致力於促進基礎科學向臨床實踐的轉化，為睡眠醫學領域的未來培育專業人才。每年約有5,000名與會者參與這一盛會，而每次SLEEP會議的研究摘要都會在同行評審的《Sleep》增刊上發表。

### 基金會
AASM建立了美國睡眠醫學會基金會，這是一個成立於1998年的非營利性501慈善和科學組織。該基金會的前身是美國睡眠醫學基金會（ASMF），通過支持200多個獎項，總額超過1,350萬美元，對睡眠醫學的未來進行投資。其投資組合包括戰略研究獎和職業發展獎。